# Paul Sirba
Paul David Sirba (ur. 2 września 1960 w Minneapolis, Minnesota, zm. 1 grudnia 2019 w Duluth, Minnesota) – amerykański duchowny katolicki, w latach 2009–2019 biskup Duluth w metropolii St. Paul i Minneapolis.

## Życiorys
Ukończył seminarium duchowne rodzinnej archidiecezji St. Paul i Minneapolis i w dniu 31 maja 1986 otrzymał święcenia kapłańskie. Pracował m.in. jako ojciec duchowny seminarium św. Jana Vianneya i w seminarium św. Pawła (które sam ukończył). Był wikariuszem generalnym archidiecezji od czerwca 2009.
15 października 2009 mianowany ordynariuszem diecezji Duluth w północno-wschodniej Minnesocie. Sakry udzielił mu 14 grudnia 2009 metropolita John Nienstedt.
Zmarł w Duluth na atak serca 1 grudnia 2019.